# Милосав Милосављевић
Милосав Милосављевић (Леушићи, код Горњег Милановца, 27. октобар 1911 — Београд, 1. децембар 1986) био је учесник Народноослободилачке борбе, друштвено-политички радник СФРЈ и СР Србије и народни херој Југославије.

## Биографија
Рођен је 27. октобра 1911. у селу Леушићима, код Горњег Милановца. После завршене основне школе, изучио је папуџијски занат и њиме се бавио све до 1941. године.
Радничком покрету пришао је као млади радник у Чачку и истакао се у многим радничким акцијама и демонстрацијама. Крајем 1934. примљен је у чланство Комунистичке партије Југославије (КПЈ), а већ 1935. изабран за члана Месног комитета КПЈ за Чачак. Јула 1937. је ухапшен, након чега га је Државни суд за заштиту државе осудио на шест месеци строгог затвора.
После изласка из затвора 1938. одлази у Ужице, где постаје секретар Окружног комитета КПЈ. Из Ужица, због полицијских прогона 1940. одлази у Ваљево, где је изабран за секретара ОК КПЈ за Ваљево. Овде се нашао у данима припрема за оружани устанак и руководио акцијама око прикупљања оружја.

### Народноослободилачка борба
На саветовању ОК КПЈ за Ваљево, одржаном у селу Златарићу, 22. јуна 1941. посебно се залагао за безусловно склањање свих чланова Партије да не би пали у руке непријатеља. На дан 25. јула 1941. формиран је Ваљевски партизански одред и Милосав је постао политички комесар Одреда.
Када се Врховни штан НОПОЈ-а, са главнином партизанских снага, повукао у правцу Санџака, Милосав је са Ваљевским партизанским одредом остао у западној Србији. Одред је водио даноноћне борбе и вешто маневришући наносио је непријатељу значајне губитке. Међутим и Ваљевски партизански одред је трпео велике губитке. У току непрестаних борби, Одред се бројно смањивао губитком погинулих, рањених и промрзлих бораца.
У селу Вујиновачи 4. марта 1942. под руководством Милосава Милосављевића и Здравка Јовановића, команданта Ваљевског партизанског одреда, донета је одлука да се Одред пребаци у Босну у састав пролетерских бригада.
После тога Милосав је у разним јединицама НОВ И ПОЈ обављао одговорне политичке дужности. Био је политички комесар одреда, потом заменик политичког комесара бригаде, члан Политичког одељења (Политодела) Прве пролетерске бригаде и политички комесар Друге пролетерске дивизије. Јуна 1944. године изабран је за члана Покрајинског комитета КПЈ за Србију, а августа месеца исте године постављен је за вршиоца дужности политичког комесара Главног штаба НОВ и ПО Србије.
У току Народноослободилачког рата био је већник Антифашистичког већа народног ослобођења Југославије (АВНОЈ) од његовог другог заседања и посланик Антифашистичке скупштине народног ослобођења Србије (АСНОС).

### Послератни период
После ослобођења Југославије, налазио се на разним одговорним политичким дужностима. Почетком 1945. године преузео је дужност секретара Окружног комитета КПЈ за Ваљево. Крајем исте године изабран је за члана Главног одбора Савеза синдиката Србије и председника Покрајинског одбора Савеза синдиката Војводине и за члана Бироа Покрајинског комитета КПЈ за Војводину. Завршио је Вишу партијску школу „Ђуро Ђаковић“ и једно време био секретар Партијског комитета те школе.
На оснивачком конгресу Комунистичке партије Србије, маја 1945. у Београду, изабран је за члана Централног комитета, а на Петом конгресу КПЈ, јула 1948. изабран је за члана Ревизионе комисије Централног комитета КПЈ. Био је и члан Главног одбора ССРН Србије и председник Надзорног одбора ССРН Југославије. Више пута је биран за републичког и савезног народног посланика. Био је члан Савета федерације.
Умро је 1. децембра 1986. године у Београду и сахрањен је у Алеји заслужних грађана на Новом гробљу у Београду.
Носилац је Партизанске споменице 1941. и других југословенских одликовања, међу којима су — Орден народног ослобођења, Орден заслуга за народ са златном звездом, Орден братства и јединства са златним венцем, Орден партизанске звезде са сребрним венцем и Орден за храброст. Орденом народног хероја одликован је 27. новембра 1953. године